# NigComSat 2
O NigComSat 2 é um projeto de satélite de comunicação geoestacionário nigeriano que ainda se encontra num estágio de planejamento e até agora não foi assinado um contrato para a construção do mesmo, ele será operado pela NigComSat. O satélite foi inicialmente planejado para ser lançado ao espaço no ano de 2014. Mas, até agora não tem uma data de lançamento concreta.

## Cobertura
O NigComSat 2 é projetado para fornecer cobertura para o território da Nigéria, partes da África, Oriente Médio e outros países asiáticos.